# Oropezella biloba
Oropezella biloba är en tvåvingeart som beskrevs av Smith 1962. Oropezella biloba ingår i släktet Oropezella och familjen puckeldansflugor. Inga underarter finns listade i Catalogue of Life.